# Thomas Anderson (Botaniker)

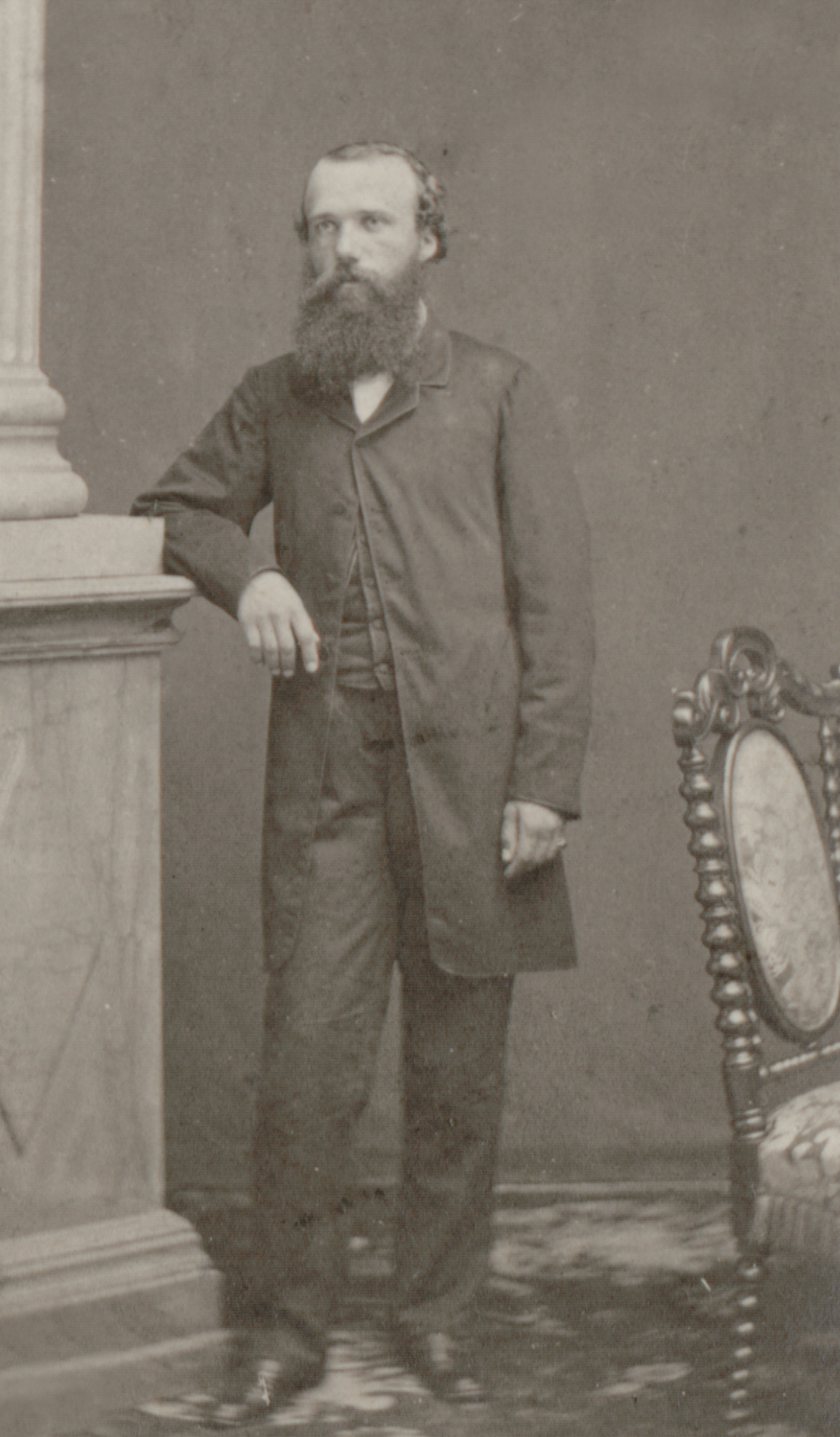
Thomas Anderson

Thomas Anderson (* 26. Februar 1832 in Edinburgh; † 26. Oktober 1870 ebenda) war ein schottischer Botaniker. Sein offizielles botanisches Autorenkürzel lautet „T.Anderson“; früher war auch das Kürzel „T. Anders.“ in Gebrauch.
Anderson war als Chirurg in Indien tätig. Von 1860 bis 1868 war er Direktor des Botanischen Gartens Kalkutta. Ebenso war er der erste „Conservator of Forests“ in Bengalen, wo er auch Pflanzen sammelte. 1861 unternahm er eine Sammelreise nach Java und zur Malaiischen Halbinsel.
1868 kehrte er erkrankt nach Schottland zurück und widmete sich Arbeiten zur Familie der Akanthusgewächse (Acanthaceae). 1870 starb Anderson in Edinburgh.

## Werke
- Florula adenensis. In: Journ. Linn. Soc. Lond. Bot. 1860.
- Catalogue of plants cultivated in the Royal Botanic Gardens, Calcutta. 1865.
- On a new genus of Moraceae from Sumatra and Singapore. In: Journ. Linn. Soc. Bot. Band 8, 1865, S. 167–168.